# Corriente de Acción y Pensamiento-Libertad
Le Corriente de Acción y Pensamiento-Libertad (CAP-L, Courant d'action et de pensée-liberté) est un groupe politique uruguayen, partie intégrante de la coalition de gauche au pouvoir, le Frente Amplio (« Front large »). Il a été créé en 2006, d'abord en tant que courant au sein du Mouvement de participation populaire (MPP), par le sénateur Eleuterio Fernández Huidobro, dirigeant des Tupamaros. Aux élections générales de 2009, le CAP-L a formé une sub-lema (sous-liste électorale) avec l'Axe artiguiste et le Movimiento Canarios de Diego Cánepa. Avec un sénateur, Fernández Huidobro, et deux députés, Carlos Gamou et Juan Carlos Souza, le CAP-L est aujourd'hui la quatrième force politique du Front large.

## Histoire
Il a été créé en juillet 2006, sous le nom de Courant d'action et de pensée (CAP), après le VIIe Congrès du Mouvement de participation populaire (MPP), en tant que courant interne. Mais en octobre 2007, Fernández Huidobro a demandé  d'être mis en congé du MLN, en octobre 2007, « pour une période indéterminée ». Renommé CAP-L (Courant d'action et de pensée - liberté), le groupe de Fernández Huidobro a quitté le MPP en avril 2008, tout en restant membre de l'Espace 609, duquel fait partie le MPP. Puis il décida de se séparer entièrement de l'Espace 609 lors des élections primaires de 2009, se présentant comme autre option pour appuyer le candidat tupamaro José Mujica, soutenu, entre autres, par le MPP et le Parti communiste.
Outre Eleuterio Fernández Huidobro, les députés Nora Castro, Luis Rosadilla (nommé ministre de la Défense du gouvernement Mujica), Carlos Gamou, Javier Salsamendi (sous-secrétaire d'État du gouvernement Mujica), Pablo Álvarez et Juan Carlos Souza sont membres de ce groupe.

## Source originelle
- (es) Cet article est partiellement ou en totalité issu de l’article de Wikipédia en espagnol intitulé « Corriente de Acción y Pensamiento-Libertad » (voir la liste des auteurs).